# Johann Joseph Bennen
Pour les articles homonymes, voir Benet (homonymie).
Johann Joseph Benet ou Bennen, né à Steinhaus le 2 novembre 1824 et mort le 28 février 1864 sur le Haut de Cry dans les Alpes bernoises, est un guide de haute montagne suisse installé à Laax dans la vallée de Conches. Comme guide, il participe à de nombreuses ascensions de John Tyndall.

## Biographie
Le 18 juin 1859, il effectue la première ascension de l'Aletschhorn avec Peter Bohren, Victor Tairraz et Francis Fox Tuckett, par le glacier Mittelaletsch (en) et l'arête Nord.
En août 1861, il réalise la première du Weisshorn 4 505 m, avec  John Tyndall et Ulrich Wenger.
En juillet 1862, Johann Joseph Bennen, John Tyndall et le guide Jean-Antoine Carrel font une tentative sur l'arête du Lion au Cervin.
Lors d'une tentative hivernale du Haut de cry dans les Alpes bernoises, avec ses clients Philipp Gosset et Louis Boissonnet, il est emporté par une avalanche avec Bossonnet, le 28 février 1864.

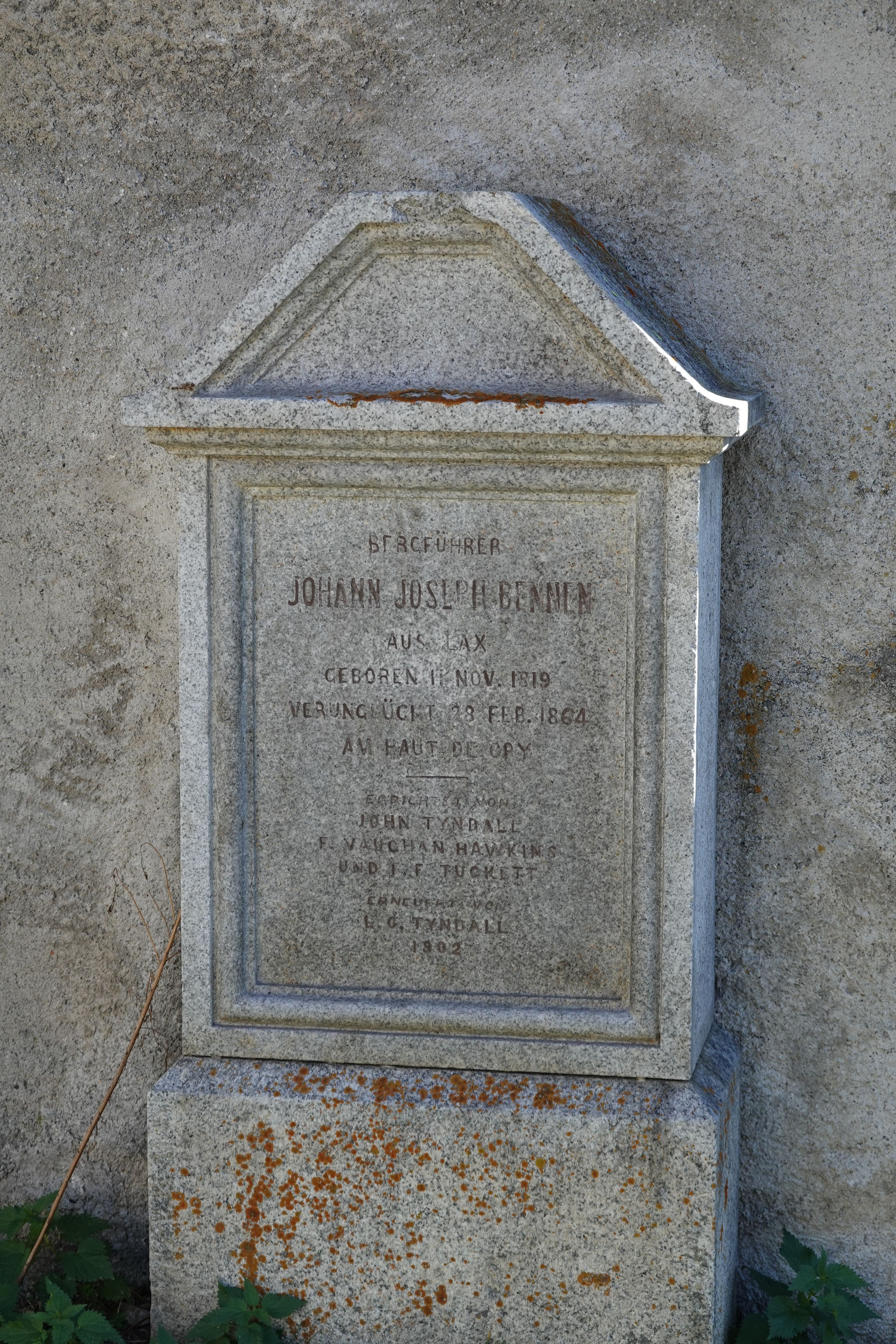
Pierre tombale à Ernen, Valais
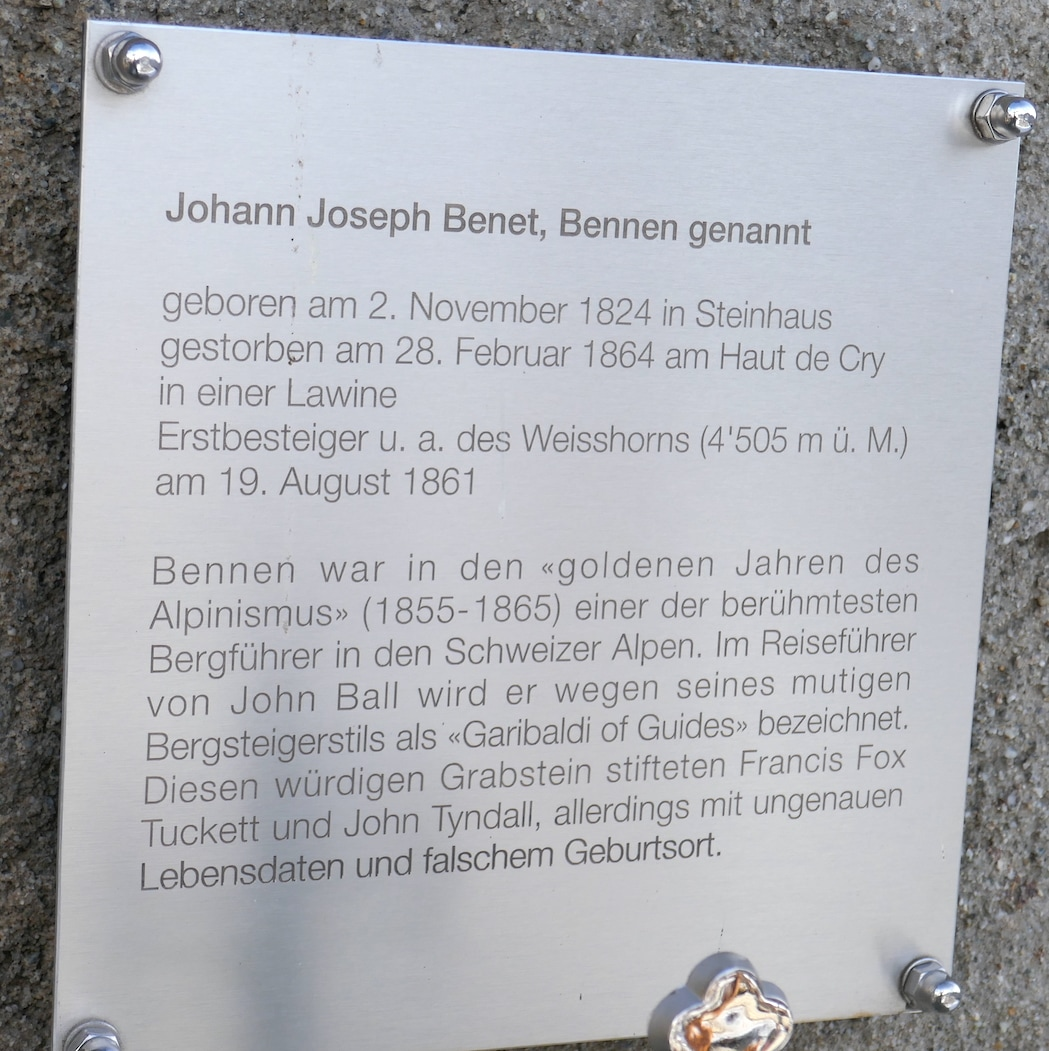
Plaque à la pierre tombale